# International Women's Film Festival (Australia)
El Festival Internacional de Cine de Mujeres (IWFF) fue un festival de cine único que se centró en temas de mujeres y películas realizadas por mujeres, realizado en varias ciudades capitales de Australia en 1975.

## Antecedentes
A principios de la década de 1970, hubo un creciente movimiento feminista en Australia y el cine de mujeres ganó protagonismo. El papel de las películas de mujeres se discutió en la Conferencia de Liberación de la Mujer en Melbourne en 1970. Se establecieron grupos como Sydney Women's Film Group (SWFG) y Reel Women en Melbourne. Varias cineastas, incluidos Jeni Thornley, Sarah Gibson, Susan Lambert, Martha Ansara, Margot Nash y Megan McMurchy colaboraron y exploraron ideas relacionadas con las mujeres creando historias en el cine.
Debido a la escasa distribución por parte de los distribuidores comerciales, las películas feministas se proyectaron en sociedades cinematográficas, instituciones educativas, grupos comunitarios y festivales de cine de toda Australia y del mundo.
En 1974, antes del Año Internacional de la Mujer en 1975, un grupo de alrededor de 20 mujeres presentó una propuesta a la junta de Cine y Televisión del Consejo de las Artes de Australia, proporcionando una lista de razones por las cuales era necesario un festival de cine de mujeres. Estas incluyeron: proporcionar contexto histórico y cultural del cine de mujeres; permitir que las mujeres explorasen su creatividad a través de películas; contrarrestar la falta de distribución de películas de mujeres en Australia; brindar más exposición a las películas australianas realizadas por mujeres; explorar la iconografía y el lenguaje cinematográfico que utilizan las mujeres en sus películas; examinar la "cultura de las mujeres" y desarrollar una perspectiva feminista en la crítica de las películas de mujeres.

## El Festival
Como protesta por el bajo número de mujeres cineastas presentadas en el Festival de Cine de Sídney, el Grupo de Cine de Mujeres de Sídney (SWFG) decidió organizar el Festival Internacional de Cine de Mujeres.
A partir de septiembre de 1974, los grupos de cada estado trabajaron para crear un festival de cine, y en enero y febrero de 1975, dos mujeres del grupo coordinador fueron a Europa y América para negociar las películas que querían mostrar.
El Festival Internacional de Cine de Mujeres, que fue el primero de su tipo en Australia, se llevó a cabo de agosto a octubre de 1975, en todas las capitales de estado y Canberra (Territorio de la Capital Australiana). En Melbourne y Sydney, los festivales duraron nueve días (con una audiencia de alrededor de 56.000 personas), y en los demás estados duraron de dos a tres días. El festival estuvo dedicado a películas de y para mujeres, y estuvo ligado al movimiento del Año Internacional de la Mujer.
Jeni Thornley, Margot Oliver, Pat Longmore y Sue Johnston formaron parte del grupo organizador original en Sydney, mientras que Suzanne Spunner fue la coordinadora del evento de Melbourne, que se proyectó en el histórico Teatro Palais.

## Legado
El festival inspiró a mujeres cineastas de todo el país y empoderó a activistas, ayudó a impulsar el Movimiento de Liberación de la Mujer Australiana y fue el primer evento que demostró que el público compuesto por mujeres existía como grupo diferenciado.
También permitió el trabajo en red de mujeres en diversos grupos de arte, teatro y cine, quienes luego colaboraron. De estos encuentros surgió LIP, una revista de arte feminista fundada por Spunner en 1976.
El Festival de Mujeres en el Cine de Melbourne (MWIFF), lanzado en 2017, "heredó los objetivos e intenciones del Festival Internacional de Cine de Mujeres original de 1975". El evento inaugural incluyó un panel principal en el que varios de los organizadores originales de la IWFF fueron panelistas, y realizó un programa de cortometrajes que proyectaba algunas de las películas raras de la IWFF.